# Narc
Narc és una pel·lícula estatunidenca dirigida per Joe Carnahan, estrenada l'any 2002. Ha estat doblada al català.

## Argument
En el moment de la persecució d'un sospitós, l'oficial Nick Tellis abat per accident un nounat. Divuit mesos després, sempre recordant el seu acte, és a punt de tocar fons. Aleshores li encerreguen de dilucidar, amb l'ajuda del tinent Harry Oak, la mort del company d'aquest últim.

## Repartiment
- Jason Patric: Nick Tellis
- Ray Liotta: el tinent Henry Oak
- Alan C. Peterson: Freeman Franks
- Chi McBride: el capità Cheevers
- Alan Van Sprang: Michael Calvess
- John Ortiz: Octavio Ruiz
- Anne Openshaw: Kathryn Calvess
- Bishop Brigante: Eugene «Deacon» Sheps
- Busta Rhymes: Darnell Beery
- Richard Chevolleau: Latroy Steeds
- Dan Leis: Elvin Dowd

## Al voltant de la pel·lícula
- Harrison Ford i Alec Baldwin van ser les primeres tries per encarnar Henry Oak, però tots dos van rebutjar i el paper va tornar a Ray Liotta.
- Megadrive, un músic pertanyent al gènere de la Synthwave, ha creat una música anomenada NARC,[3] i figura a la OST de Hotline Miami 2: Wrong Number, un videojoc independent reputat per la seva dificultat i el seu aspecte violent i gràfic.

## Premis i nominacions
L'any 2002, el film va assolir el Premi «Especial policia» al Festival de cinema policíac de Cognac.
Va ser nominada a l'Independent Spirit al millor actor secundari, millor director i millor fotografia